# Costituzione del Canada
La Costituzione del Canada (in inglese: Constitution of Canada, in francese: Constitution du Canada) è l'insieme delle leggi fondamentali del Canada, in virtù delle quali il Governo federale può governare il paese. In quanto legge suprema, ogni disposizione vi si deve conformare.
Il Canada è una delle più antiche democrazie costituzionali del mondo. La Costituzione delinea il sistema di governo del Canada, nonché i diritti civili di tutti i cittadini canadesi e i residenti nel paese.
Diversamente da molti paesi la Costituzione canadese non è riunita in un testo unico, ma suddivisa in alcune decine di documenti. L'esatta composizione è definita nella sottosezione 52(2) della Legge costituzionale del 1982 come consistente della Legge sul Canada del 1982 (che include appunto la Legge costituzionale del 1982), di tutte le leggi e le ordinanze ivi richiamate (compresa la Legge costituzionale del 1867, un tempo nota come Legge sul Nord America Britannico del 1867) e di qualsiasi emendamento ai suddetti documenti. La Corte suprema del Canada ha però sancito che la suddetta lista non è esaustiva e ha incluso numerose leggi anteriori alla confederazione e fonti non scritte (ad esempio le decisioni giudiziarie e le convenzioni costituzionali).

## Storia della costituzione
La prima parvenza di una costituzione per il Canada fu il Proclama reale del 1763. La legge ribattezzò la porzione nord orientale dell'ex provincia francese di Nuova Francia come Provincia del Québec, grosso modo corrispondente alla parte meridionale dell'attuale Québec. Il proclama, che istituì un governo coloniale nominato, rappresentò la costituzione de facto del Québec fino al 1774, quando il Parlamento britannico approvò la Legge sul Québec, che espanse i confini della provincia fino ai fiumi Ohio e Mississippi, che fu una delle doglianze elencate nella Dichiarazione d'indipendenza degli Stati Uniti d'America. Significativamente, la Legge sul Québec sostituì anche la presunzione della legge penale francese di colpevolezza fino a prova contraria con quella della legge penale britannica di innocenza fino a prova contraria; ma il codice o sistema di diritto civile francese fu conservato per le questioni non penali.

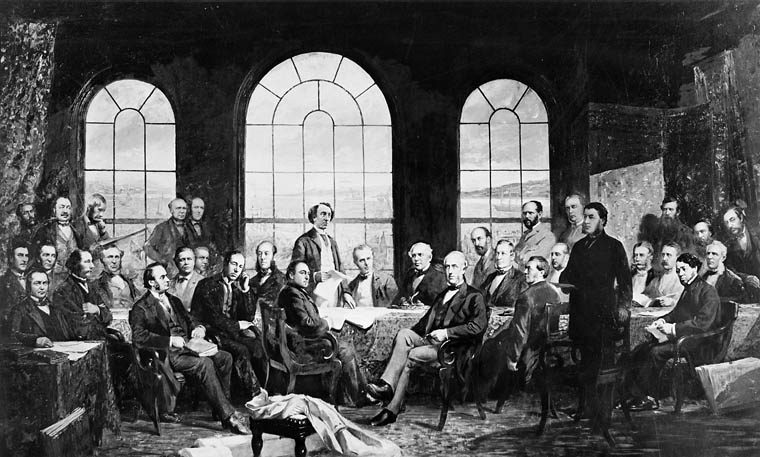
Un dipinto di Robert Harris raffigurante i negoziati che avrebbero condotto all'emanazione della Legge sul Nord America Britannico del 1867

Il Trattato di Parigi del 1783 pose fine alla Guerra d'indipendenza americana e spinse un'ondata di rifugiati lealisti britannici verso Nord nel Québec e nella Nuova Scozia. Nel 1784, le due province furono divise; la Nuova Scozia fu separata in Nuova Scotia, Isola del Capo Bretone (riunita alla Nuova Scozia nel 1820), Isola del Principe Edoardo e Nuovo New Brunswick, mentre il Québec fu separato in Basso Canada (Québec meridionale) e Alto Canada (dall'Ontario meridionale fino al basso Ontario settentrionale). L'inverno del 1837–38 vide la ribellione in entrambe le parti del Canada, che portò alla loro riunione come Provincia del Canada nel 1841. La decisione fu rovesciata dalla Legge sul Nord America Britannico del 1867 che istituì il Dominion del Canada.
Inizialmente, il 1º luglio 1867, vi erano quattro province nella confederazione come un unico dominion sotto il nome di Canada: Canada Occidentale (ex Alto Canada, ora Ontario), Canada Orientale (ex Basso Canada, ora Québec), Nuova Scozia e Nuovo Brunswick. Il titolo di proprietà sui Territori del Nord-Ovest fu trasferito alla Compagnia della Baia di Hudson nel 1870 e la provincia del Manitoba (la prima ad essere istituita dal Parlamento del Canada) fu nello stesso anno la prima ad essere creata da esso. La Columbia Britannica si unì alla confederazione nel 1871, seguita dall'Isola del Principe Edoardo nel 1873. Il Territorio dello Yukon fu creato dal Parlamento nel 1898, seguito dall'Alberta e dal Saskatchewan nel 1905. Il Dominion di Terranova, la più antica colonia britannica nelle Americhe, si unì al Canada come provincia nel 1949. Nunavut fu creata nel 1999.
Una Conferenza imperiale nel 1926, che vide la partecipazione dei capi di tutti i Dominion e dei rappresentanti dell'India (che allora includeva Birmania, Bangladesh e Pakistan), portò all'adozione finale dello Statuto di Westminster del 1931. Lo statuto, un passo transitorio essenziale dall'Impero britannico al Commonwealth delle nazioni, prevedeva che tutti i Dominion esistenti diventassero pienamente sovrani nell'ambito del Regno Unito e che tutti quelli nuovi lo sarebbero divenuti all'atto della concessione dello status di Dominion. Terranova non ratificò mai lo statuto, così era ancora soggetta all'autorità imperiale quando il suo intero sistema di governo e la sua economia crollarono a metà degli anni 1930. Il Canada ratificò sì lo statuto, ma richiese una deroga, perché il governo federale e quelli delle province non riuscirono a mettersi d'accordo su una formula emendativa per la revisione della Costituzione canadese. Ci sarebbero voluti altri 50 anni prima che questa si ottenesse. Nel frattempo, il Parlamento britannico approvò periodicamente leggi di autorizzazione riguardo ad emendamenti alla Costituzione del Canada, limitandosi nella realtà a mettere un semplice timbro.
Il cosiddetto "rimpatrio della Costituzione canadese" si ottenne nel 1982 quando il Parlamento britannico, con l'assenso di quello canadese, approvò la Legge sul Canada del 1982, che includeva tra i suoi allegati la Legge costituzionale del 1982, il Regno Unito così formalmente liberandosi di qualsiasi residua responsabilità, o giurisdizione sul Canada. In una cerimonia formale sulla Collina del Parlamento a Ottawa, la regina Elisabetta II proclamò l'approvazione di entrambe le leggi il 17 aprile 1982. La Legge costituzionale del 1982 includeva la Carta canadese dei diritti e delle libertà. Anteriormente alla carta, vi erano stati vari statuti che tutelavano un assortimento di diritti ed obblighi civili, ma niente fu sancito nella Costituzione fino al 1982. La carta ha posto così una forte enfasi sui diritti individuali e collettivi del popolo del Canada.
L'emanazione della Carta dei diritti e delle libertà ha cambiato fondamentalmente anche gran parte della legge costituzionale canadese. La legge codificò anche molte convenzioni costituzionali precedentemente orali e rese gli emendamenti della Costituzione notevolmente più difficili. In precedenza, la Costituzione federale canadese potevea essere emendata per mezzo di una legge specifica del Parlamento canadese o britannico, di un accordo formale o informale tra il governo federale e quelli provinciali, o anche semplicemente per mezzo dell'adozione come uso ordinario di una convenzione orale o di una tradizione non scritta che fosse ritenuta come il modo migliore per fare qualcosa. A partire dalla legge, gli emendamenti devono ora conformarsi a certe specifiche disposizioni nella porzione scritta della Costituzione canadese.

## Legge costituzionale del 1867
Si tratta di una legge del Parlamento britannico, chiamata originariamente Legge del Nord America Britannico del 1867. Delineava il sistema di governo del Canada, che combina il modello di governo parlamentare britannico di Westminster con la divisione della sovranità (federalismo). Sebbene sia la prima di 20 Leggi sul Nord America Britannico, è ancora la più famosa di queste e si intende che sia il documento della Confederazione canadese. Con il rimpatrio della Costituzione nel 1982, questa legge fu ribattezzata Legge costituzionale del 1867. Negli anni recenti, il documento del 1867 è servito principalmente come la base sulla quale è stata analizzata la divisione dei poteri tra le province e il governo federale.

## Legge costituzionale del 1982
Appoggiata da tutti i governi provinciali eccetto quello del Québec (guidato all'epoca da René Lévesque), questa fu la legge formale del Parlamento che attuò la piena indipendenza del Canada dal Regno Unito. La Parte V di questa legge stabilì una formula emendativa per la Costituzione canadese, la cui mancanza (dovuta a più di 50 anni di disaccordo tra il governo federale e quelli provinciali) era l'unica ragione per la quale gli emendamenti costituzionali del Canada richiedevano ancora l'approvazione da parte del Parlamento britannico dopo l'emanazione dello Statuto di Westminster del 1931.
La legge fu emanata come allegato B alla Legge sul Canada del 1982 e faceva parte del processo volto a "rimpatriare" (ossia a riportare sotto la sovranità nazionale) la Costituzione del Canada, introducendo vari emendamenti alla Legge sul Nord America Britannico del 1867, e cambiando il nome canadese di quest'ultima in Legge costituzionale del 1867.
Questo processo fu necessario perché, come ricordato sopra, dopo lo Statuto di Westminster del 1931, il Canada decise di consentire al Parlamento britannico di mantenere temporaneamente il potere di emendare la Costituzione canadese, su richiesta del Parlamento del Canada. Nel 1981, lo stesso Parlamento canadese richiese al Parlamento britannico di togliere quell'autorità al Regno Unito. L'approvazione della Legge sul Canada del 1982 da parte del Regno Unito nel marzo 1982 confermò il rimpatrio della Costituzione. Questa legge britannica sostituì la Legge sul Nord America Britannico del 1867, trasferendo al Canada il potere di emendare la propria Costituzione.
Il 17 aprile 1982, la regina Elisabetta II e il primo ministro Pierre Elliot Trudeau firmarono il Proclama canadese della Legge costituzionale del 1982. Il proclama confermò che il Canada aveva formalmente assunto l'autorità sulla sua Costituzione, il passo finale verso la piena sovranità. La Carta canadese dei diritti e delle libertà forma le prime trentacinque sezioni (contando la Sezione 16.1 e non contando la Sezione 35) della Legge costituzionale del 1982.
Ancora nel 2017, il governo del Québec non ha mai formalmente approvato l'emanazione della legge, benché la Corte suprema abbia concluso che il suo consenso formale non sia mai stato necessario. Nondimeno, è rimasto una questione politica persistente in Québec. Gli accordi del lago Meech e di Charlottetown furono progettati per ottenere l'approvazione del Québec, ma entrambi gli sforzi fallirono.
Come legge bilingue del Parlamento, la Legge sul Canada del 1982 ha la peculiarità di essere l'unica legislazione in francese che è stata approvata da un Parlamento inglese o britannico da quando il francese normanno (francese legale) cessò di essere la lingua del governo in Inghilterra.

### Carta canadese dei diritti e delle libertà
Come notato sopra, questa è la Parte I della Legge costituzionale del 1982. La Carta è la garanzia costituzionale dei diritti e delle libertà civili di ogni cittadino del Canada, quali la libertà di espressione, di religione e di mobilità. La Parte II affronta i diritti dei popoli aborigeni del Canada.
Essa è scritta in un linguaggio chiaro, al fine di assicurarne l'accessibilità al cittadino medio. Si applica solo al governo e alle sue azioni, con l'intento di impedire al governo stesso di creare leggi che siano incostituzionali.

### Formula emendativa
Invece dell'usuale procedura parlamentare, che include l'assenso reale formale del monarca per l'emanazione della legislazione, gli emendamenti alla Legge costituzionale del 1982 deve essere fatti in conformità alla Parte V della stessa Legge, che prevede cinque diverse formule emendative. Gli emendamenti possono essere proposti, in base alla sezione 46(1), da qualsiasi provincia o da entrambi i livelli del governo federale. La formula generale è enunciata nella sezione 38(1), nota la "formula 7/50". Essa richiede: (a) l'assenso sia della Camera dei comuni sia del Senato; (b) l'approvazione dei due terzi delle legislature provinciali (almeno sette province) che rappresentino almeno il 50% della popolazione (in effetti, questo includerebbe almeno il Québec o l'Ontario, in quanto costituiscono le province maggiori). Questa formula si applica specificamente agli emendamenti relativi alla rappresentanza proporzionale in Parlamento, ai poteri, alla selezione e alla composizione del Senato, alla Corte suprema e all'aggiunta di province o territori.
Le altre formule emendative sono per casi eccezionali come previsti dalla legge. Nel caso di un emendamento relativo all'Ufficio del Re, all'uso di entrambe le lingue ufficiali (sottoposti alla sezione 43), alla stessa formula emendativa, o alla composizione della Corte suprema, l'emendamento deve essere adottato per consenso unanime di tutte le province in conformità alla sezione 41. Nel caso di un emendamento relativo ai confini provinciali o all'uso di una lingua ufficiale solo all'interno di una provincia, l'emendamento deve essere approvato dalle legislature interessate da esso (sezione 43). Nel caso di un emendamento che interessa soltanto il governo federale, l'emendamento non richiede l'approvazione delle province (sezione 44). Lo stesso si applica agli emendamenti che riguardano solo il governo provinciale (sezione 45).

### Vandalismo sul documento della proclamazione
Nel 1983, Peter Greyson, uno studente d'arte, entrò negli Archivi nazionali di Ottawa (noti oggi come Biblioteca ed Archivi Canada) e versò vernice rossa mescolata a colla su una copia della proclamazione dell'emendamento costituzionale del 1982. Disse che era scontento della decisione del governo federale di permettere il collaudo di missili statunitensi in Canada e che aveva voluto "illustrare graficamente ai Canadesi" quanto egli credesse che il Governo fosse in torto. Greyson fu accusato di pubblica offesa e condannato a 89 giorni in prigione, 100 ore di lavoro in comunità e due anni di libertà vigilata. Una macchia delle dimensioni di un chicco d'uva rimane sul documento originale; gli specialisti del restauro optarono per lasciare intatta la maggior parte della vernice, temendo che i tentativi di rimozione avrebbero causato solo ulteriori danni.

## Fonti della Costituzione
Le radici della Costituzione del Canada risalgono al XIII secolo, e includono la Magna Carta dell'Inghilterra e il primo Parlamento inglese del 1275. È una delle più antiche costituzioni funzionanti del mondo (le altre sono: Regno Unito, Stati Uniti, Svezia, Norvegia, Svizzera, Danimarca). La Costituzione del Canada è composta da vari statuti individuali. Ci sono tre metodi generali mediante i quali uno statuto può essere consolidato nella Costituzione:
1. Menzione specifica come documento costituzionale nella sezione 52(2) della Legge costituzionale del 1982, come la Legge costituzionale del 1867.
2. Consolidamento di un documento inglese, britannico o canadese statutario di tipo diverso a causa di disposizioni per materia contenute nella formula emendativa della Legge costituzionale del 1982, come le disposizioni riguardo alla monarchia nel Bill of Rights inglese del 1689[24][25] o l'Atto di Disposizione del 1701. Gli statuti inglesi e britannici fanno parte della legge canadese a causa della Legge sulla validità delle Leggi coloniali del 1865; della sezione 129 della Legge costituzionale del 1867; e dello Statuto di Westminster del 1931. Quelle leggi furono poi consolidate quando la formula emendativa fu resa parte della costituzione.
3. Riferimento da parte di un documento consolidato, come il consolidamento dei principi scritti e non scritti della Costituzione del Regno Unito da parte del Preambolo della Legge costituzionale del 1867 o il riferimento al Proclama reale del 1763 da parte della Legge costituzionale del 1982.

### Fonti non scritte
L'esistenza di una costituzione non scritta fu riaffermata dalla Corte suprema in Reference re Secession of Quebec.

"La Costituzione è più di un testo scritto. Essa abbraccia l'intero sistema globale di norme e principi che governano l'esercizio dell'autorità costituzionale. Una lettura superficiale di disposizioni scelte della legge costituzionale scritta, senza altro, può essere fuorviante."

In pratica, ci sono state tre fonti di legge costituzionale non scritta:
ConvenzioniLe convenzioni costituzionali formano parte della costituzione, ma non sono imponibili per legge. Esse includono l'esistenza di un primo ministro e di un Gabinetto, il fatto che al governatore generale nella maggior parte delle circostanze si richieda di concedere l'assenso reale sui progetti di legge adottati da entrambe le Camere del Parlamento, e la richiesta chr il primo ministro o si dimetta o richieda uno scioglimento e un'elezione generale all'atto di perdere un voto di fiducia nella Camera dei comuni.
Prerogativa realePoteri di riserva della Corona canadese, che sono vestigia dei poteri un tempo detenuti dalla Corona britannica, ridotti nel corso del tempo dal sistema parlamentare. In primo luogo, questi sono i Decreti in Consiglio, che danno al Governo l'autorità di dichiarare guerra, di concludere trattati, di rilasciare passaporti, di fare nomine, di emanare regolamenti, di incorporare e ricevere terre che sono incamerate alla Corona.
Principi non scrittiPrincipi che sono incorporati nella Costituzione canadese mediante riferimento nel preambolo della Legge costituzionale del 1867, inclusa un'affermazione che la costituzione è "simile in principio a quella del Regno Unito", gran parte della quale è non scritta. Diversamente dalle convenzioni, sono legalmente vincolanti. Tra i principi costituzionali riconosciuti ci sono il federalismo, la democrazia liberale, il costituzionalismo, la rule of law e il rispetto delle minoranze. Altri principi includono il governo responsabile, la rappresentanza politica, l'indipendenza giudiziaria, la supremazia parlamentare, e una dichiarazione dei diritti implicita. In un caso deciso dalla Corte suprema, il "Deferimento sui Giudici provinciali" (Provincial Judges Reference, 1997), si stabilì che una legge può essere ritenuta invalida per contraddire principi non scritti, in questo caso l'indipendenza giudiziaria.